# Philippe Tourtelier
Philippe Tourtelier est un homme politique français, né le 29 juillet 1948 à Saffré (Loire-Atlantique).
Il est membre du Parti socialiste. On lui doit notamment le terme de « ville-archipel », développement multipolaire qui définit l'aire urbaine de Rennes.

## Biographie
À l'époque jeune professeur de Français, il entre en politique en 1977, en se faisant élire adjoint au maire de La Chapelle-des-Fougeretz, Georges Martinais. Il fait alors partie d'une équipe de jeunes élus socialistes qui vont participer au développement du District de Rennes autour d'Edmond Hervé.
Il s'impose peu à peu dans le paysage politique local en devenant, en 1994, membre du Conseil général d'Ille-et-Vilaine après son élection dans le canton de Betton. Réélu en 2001, il démissionne de son mandat le 31 juillet 2002 pour se consacrer pleinement à son travail parlementaire.
En effet, après la décision d'Edmond Hervé de ne pas briguer un nouveau mandat, il est élu député de la 2e circonscription d'Ille-et-Vilaine le 16 juin 2002, pour la XIIe législature (2002-2007). Il fait partie du groupe socialiste.
Le 17 juin 2007, il a été confortablement réélu député de la 2e circonscription d'Ille-et-Vilaine pour la XIIIe législature (2007-2012) en battant à nouveau Loïck Le Brun (UMP) avec 56,43 % des voix au second tour. Il siège dans le groupe Socialiste, radical, citoyen et divers gauche de l'Assemblée nationale. Il est membre de la commission des affaires économiques et de la délégation de l'Assemblée nationale pour l'Union européenne.
Lors des élections municipales de 2008, il décide de ne pas briguer à nouveau de mandat de maire de la commune et cède le fauteuil de maire à Gisèle Apétoh.
Le 15 novembre 2011, il annonce qu'il ne briguera pas de troisième mandat de député lors des élections législatives de 2012. Sa suppléante Nathalie Appéré, adjointe au maire de Rennes et vice-présidente de Rennes Métropole, sera élue à sa succession.

## Mandats
Député
- 19/06/2002 - 19/06/2007 : député de la 2e circonscription d'Ille-et-Vilaine
- 20/06/2007 - 17/06/2012 : député de la 2e circonscription d'Ille-et-Vilaine

Conseiller général
- 22/03/1994 - 18/03/2001 : Membre du Conseil général d'Ille-et-Vilaine
- 19/03/2001 - 31/07/2002 : Membre du Conseil général d'Ille-et-Vilaine

Conseiller municipal / Maire
- 21/03/1977 - 13/03/1983 : Adjoint au Maire de La Chapelle-des-Fougeretz (Ille-et-Vilaine)
- 14/03/1983 - 19/03/1989 : Maire de La Chapelle-des-Fougeretz
- 20/03/1989 - 18/06/1995 : Maire de La Chapelle-des-Fougeretz
- 19/06/1995 - 18/03/2001 : Maire de La Chapelle-des-Fougeretz
- 18/03/2001 - 15/03/2008 : Maire de La Chapelle-des-Fougeretz

Mandats intercommunaux
- Vice-président de la communauté d'agglomération de Rennes Métropole

### Source
- Le Monde des 12 et 19 juin 2007